# Halvslag

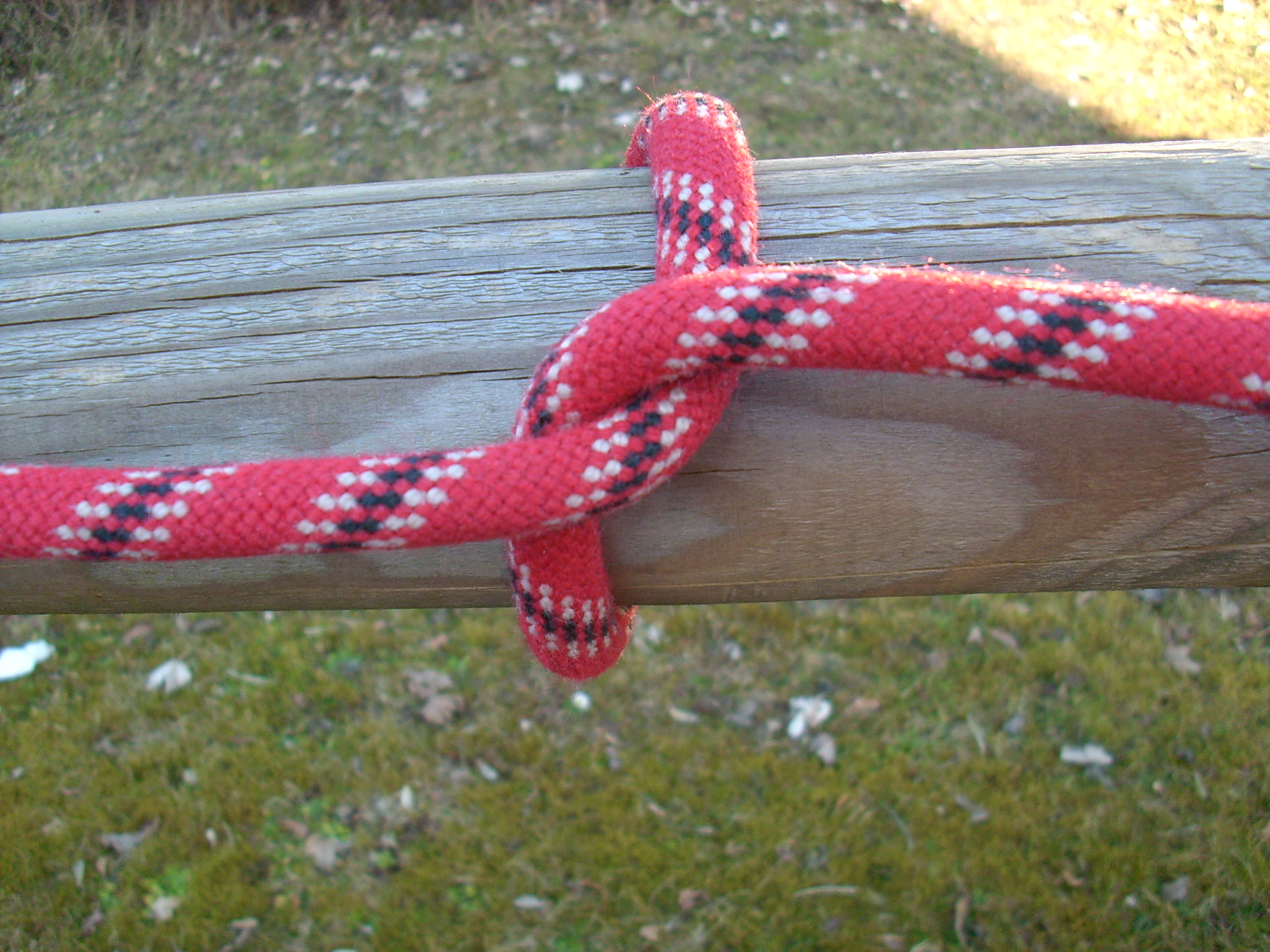

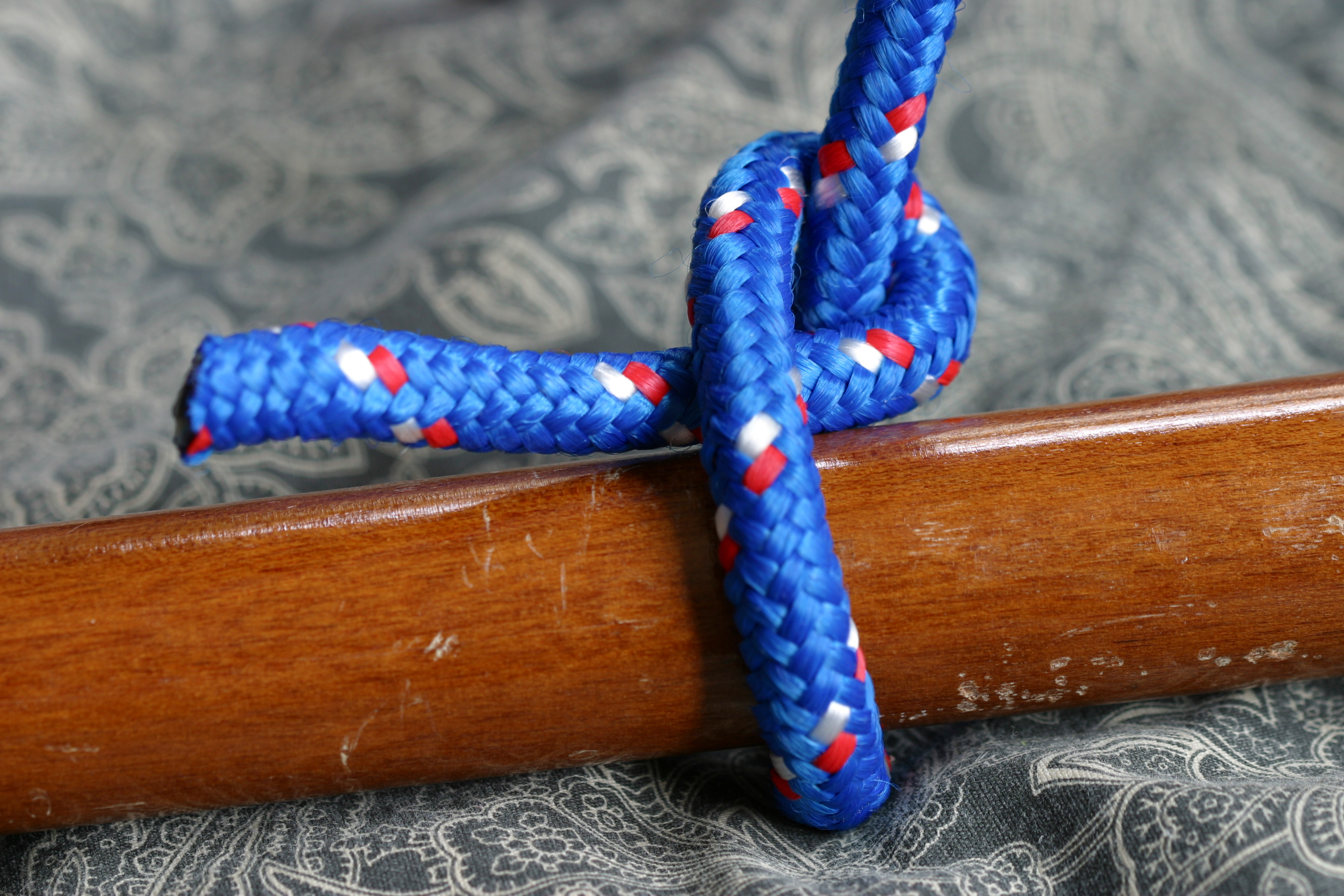

Halvslag är en enkel överhandsknop där den arbetande änden av repet har förts över och under den utgående delen. Trots att den är osäker i sig själv är den en värdefull komponent i många olika användbara och pålitliga knutar och knopar.